# 北海道小清水高等学校
北海道小清水高等学校（ほっかいどうこしみずこうとうがっこう、Hokkaido Koshimizu High School）は、かつて北海道斜里郡小清水町にあった公立（道立）の高等学校である。

## 沿革
- 1950年（昭和25年）4月1日 - 北海道網走南ヶ丘高等学校小清水分校（夜間定時制）として開校[1]。
- 1952年（昭和27年）
  - 4月1日 - 移管に伴い北海道網走向陽高等学校小清水分校と改称[1]。
  - 11月1日 - 北海道小清水高等学校設置（改称）[1]。
- 1953年（昭和28年）3月20日 - 昼間季節定時制農業科に変更[1]。
- 1959年（昭和34年）4月1日 - 定時制農村家庭科（後に生活科に名称変更）設置[1]。
- 1962年（昭和37年）1月16日 - 全日制普通科と商業科を設置[1]。
- 1973年（昭和48年）4月1日 - 商業科を普通科へ統合[1]。
- 1976年（昭和51年）3月31日 - 定時制生活科閉科[1]。
- 1985年（昭和60年）3月31日 - 定時制農業科閉科[1]。
- 2016年（平成28年） - 全日制普通科募集停止[1]。
- 2017年（平成29年）12月9日 - 閉校記念式典挙行[1]。
- 2018年（平成30年）3月31日 - 閉校。以降の各種証明書発行などは北海道網走南ヶ丘高等学校が取り扱う[2]。

## 伝統
- 牛乳パック壁画　毎年学校祭で牛乳パックの裏に色を塗り合わせて壁画を作る。2007年では牛乳パックを28000個使った。2004年にはどさんこワイド212に牛乳パック壁画の特集がされる。